# Artamus cinereus
Artamus cinereus là một loài chim trong họ Artamidae.